# Mário Beirão

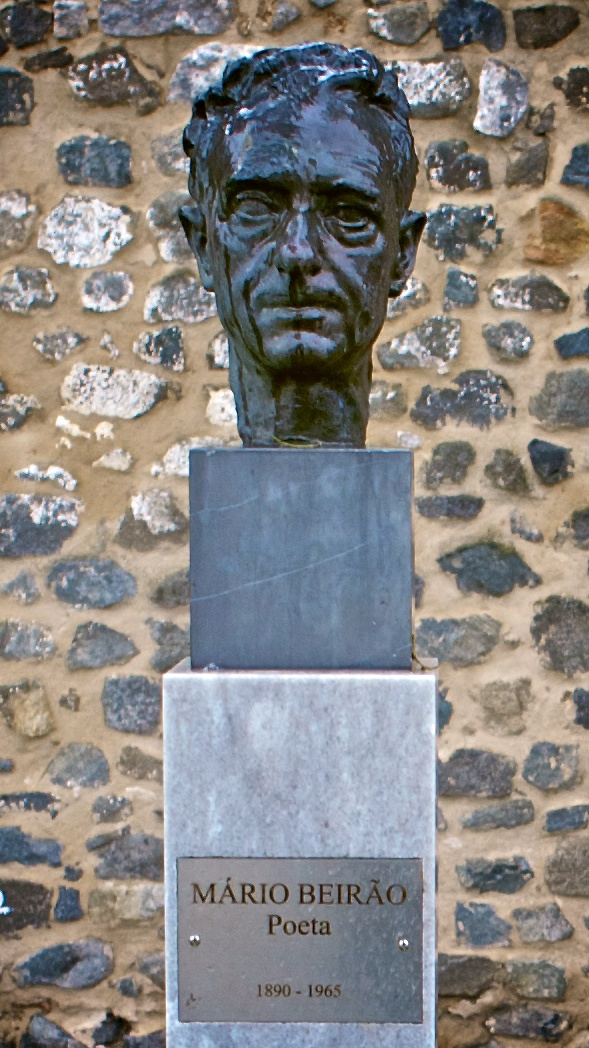

Mário Pires Gomes Beirão (Beja, 1 de Maio de 1890 - Lisboa, Fevereiro de 1965) foi um poeta português.

## Biografia
Licenciou-se em Direito na Universidade de Lisboa, onde teve como colegas os poetas Florbela Espanca e Américo Durão. Foi um dos colaboradores da revista Águia.
Grande saudosista do seu tempo.
Considerado por Hernâni Cidade como "o maior de todos depois Pascoaes, o grande revelador da alma nostálgica" (Portugal Histórico-Cultural 1973: p. 380).
Apoiante do Estado Novo salazarista, foi o autor do Hino da Mocidade Portuguesa ("Lá vamos, cantando e rindo…") e da Marcha da Mocidade Portuguesa
O seu nome consta da lista de colaboradores da Revista de turismo  iniciada em 1916.

## Obras

### Poesia
- 1912 Cintra (eBook), poema dedicado a Teixeira de Pascoaes
- 1913 O Último Lusíada
- 1915 Ausente
- 1917 Lusitânia
- 1923 Pastorais
- 1928 A Noite Humana
- 1940 Novas Estrelas
- 1957 Mar de Cristo
- 1964 O Pão da Ceia

### Viagens
- 1946 O Oiro e Cinza

### Outros
- 1996 Poesias Completas (colectânea que inclui: O Último Lusíada, Pastorais, A Noite Humana, Novas Estrelas, Oiro e Cinza, Mar de Cristo e O Pão da Ceia)